# NeuroNation
NeuroNation ist eine seit 2011 bestehende Web- und Appanwendung für multi-modales kognitives Training, die von der Synaptikon GmbH in Berlin entwickelt wurde. Die App bietet Übungen zur Verbesserung der kognitiven Fähigkeiten und wird von Einzelpersonen und medizinischen Fachleuten genutzt. Die App hat bis Dezember 2023 mehr als 10 Millionen Downloads.

## Geschichte
NeuroNation wurde von Rojahn Ahmadi und Jakob Futorjanski gegründet. Die Online-Plattform wurde seit 2011 entwickelt, um Menschen dabei zu helfen, ihre kognitiven Fähigkeiten zu verbessern und geistige Gesundheit zu fördern. Die Übungen wurden in Zusammenarbeit mit Neurologen entwickelt und basieren auf wissenschaftlichen Erkenntnissen.
2014 wurde NeuroNation von der Deutschen BKK als erste digitale Gesundheitsanwendung erstattet. NeuroNation hat den Gesundheitspreis des Bundesverbandes der Allgemeinen Ortskrankenkassen (AOK) gewonnen.
Die Entwickler von NeuroNation, Synaptikon, haben Investitionen erhalten von u. a. CompuGroup Medical, Spiegel Verlag und Impact Partners.

## Funktionen und Bewertungen
NeuroNation bietet mehr als 33 unterschiedliche Übungen, die auf die Verbesserung der Gedächtnisleistung, Konzentration, Logik und Reaktionsgeschwindigkeit abzielen. Die App passt die Übungen an die individuellen Fähigkeiten und Ziele der Nutzer an und ist in zehn Sprachen verfügbar.
Die App wurde von verschiedenen Medien positiv bewertet. Die Berliner Morgenpost berichtete, dass die App besonders bei Senioren beliebt ist, um geistig fit zu bleiben. Der Spiegel empfahl die App für regelmäßiges Gehirntraining.
NeuroNation MED ist eine Digitale Gesundheitsanwendung die seit Mai 2023 im DiGA-Verzeichnis des BfArM für ICD-code F06.7 für Leichte kognitive Störungen vorläufig aufgenommen ist. Sie hat eine CE-Kennzeichnung als Medizinprodukt und zeigt relevante Verbesserungen kognitiver Fähigkeiten, was die vollständige Kostenerstattung begründet.